# 유봉의
유봉의(劉奉義, ? ~ ?)는 전한 후기의 제후로, 노공왕의 현손이다.

## 생애
신작 2년(기원전 60년), 아버지 유탕의 뒤를 이어 하구후(瑕丘侯)에 봉해졌다. 시호를 양(煬)이라 하였고, 작위는 아들 유수성이 이었다.

## 출전
- 반고, 《한서》 권15하 왕자후표 下

| 전임 아버지 하구효후 유탕 | 전한의 하구후 기원전 60년 ~ ? | 후임 아들 하구희후 유수성 |